# Bupleurum atlanticum
Bupleurum atlanticum är en flockblommig växtart som beskrevs av Svante Samuel Murbeck. Bupleurum atlanticum ingår i släktet harörter, och familjen flockblommiga växter.

## Underarter
Arten delas in i följande underarter:
- B. a. aiouense
- B. a. algeriense
- B. a. mairei